# Königreich Griechenland
Das Königreich Griechenland (griechisch Βασίλειο της Ελλάδας Vasílio tis Elládas) bestand von 1832 bis 1924 und von 1935 bis 1973. Es war nach der Ersten Hellenischen Republik die zweite Staatsform Griechenlands in der Moderne. Bis auf den ersten König aus dem bayerischen Haus Wittelsbach entstammten alle folgenden dem deutsch-dänischen Haus Schleswig-Holstein-Sonderburg-Glücksburg.

## Entstehung
Im Jahr 1821 begann die Griechische Revolution gegen das Osmanische Reich, die von den Großmächten Frankreich, Großbritannien und Russland unterstützt wurde. Am 20. Oktober 1827 fand die entscheidende Schlacht von Navarino statt, in der die Griechen mit Hilfe Frankreichs, Russlands und Großbritanniens den Sieg über die Türken errangen. Im Jahr 1827 wählte die Dritte Nationalversammlung in Troizen Ioannis Kapodistrias auf sieben Jahre zum Präsidenten. Er wurde jedoch, nachdem auf dem Peloponnes in der Mani Aufstände ausgebrochen waren und er daraufhin den dortigen Fürsten, Petros Mavromichalis, hatte verhaften lassen, bereits 1831 vom Bruder und vom Sohn Mavromichalis' ermordet. Zu seinem Nachfolger wurde durch die Fünfte Nationalversammlung in Nafplio sein Bruder Augustinos Kapodistrias bestimmt, der bis 1832 regierte.
Nachdem Prinz Leopold von Sachsen-Coburg und Gotha, der spätere König der Belgier, die ihm angetragene griechische Krone abgelehnt hatte, wurde auf der Londoner Konferenz von 1832, auf der die Unabhängigkeit Griechenlands international anerkannt wurde, der Wittelsbacher Prinz Otto von Bayern, Sohn des bayerischen Königs Ludwig I., zum König Griechenlands bestimmt. In den Londoner Protokollen wurden der zukünftige Status des neuen Staates und die Grenzen zum Osmanischen Reich festgelegt. Als Hauptstadt wurde Athen ausgewählt, das 1827 von den Osmanen zurückerobert worden war.

Standarte König Ottos I. zur See
Das Wappen Griechenlands unter Otto von Wittelsbach (1831–1863)
Wappen während der Herrschaft der Glücksburger (1863–1936)

Nach der griechischen Revolution gegen die Herrschaft des Osmanischen Reiches erwachte das griechische Interesse an der Wiedereinführung der Olympischen Spiele. Die von Evangelos Zappas ins Leben gerufenen Olympien gelten als wichtigster Vorläufer der modernen Olympischen Spiele und wurden durch eine königliche Verfügung von Otto I. als eine nationale Aufgabe von hohem Rang angesehen, die auch internationale Beachtung erfuhr. Die erste der Olympien fand 1859 im Stadtzentrum Athens und weitere fanden bis 1889 im eigens dafür errichteten Panathinaiko-Stadion statt. Die ersten Olympischen Spiele der Neuzeit wurden 1896 in Athen abgehalten und erwiesen sich als großer Erfolg. Obwohl die Teilnehmerzahl mit nur rund 250 Athleten gering war, waren sie das größte sportliche Ereignis, das seit der Antike stattgefunden hatte. Nach den beiden weit weniger erfolgreichen Spielen von 1900 in Paris und 1904 in St. Louis standen bei den Olympischen Zwischenspielen 1906 in Athen die sportlichen Wettkämpfe wieder im Vordergrund, die als Rettung der olympischen Idee angesehen werden.

## Territoriale Entwicklung

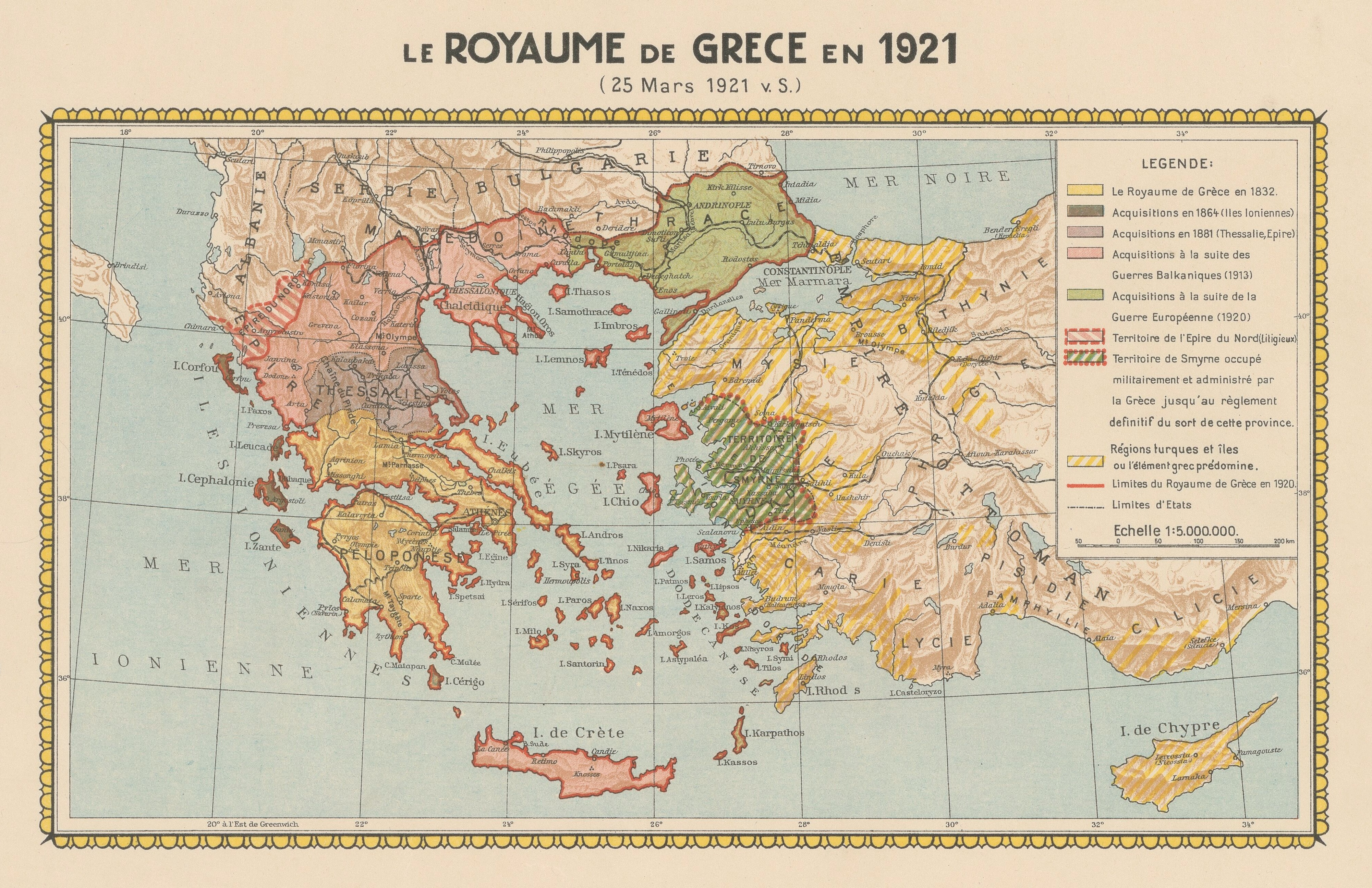
Königreich Griechenland 1832–1921 Erweiterung

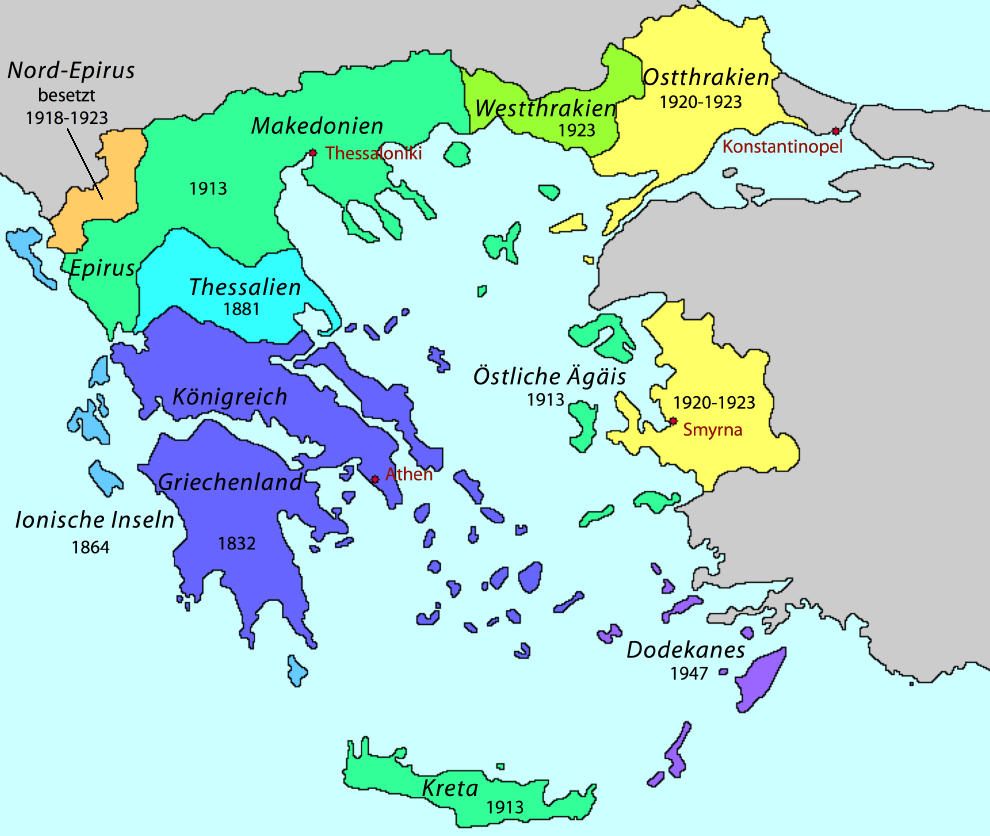
Territoriale Entwicklung Griechenlands 1832–1947

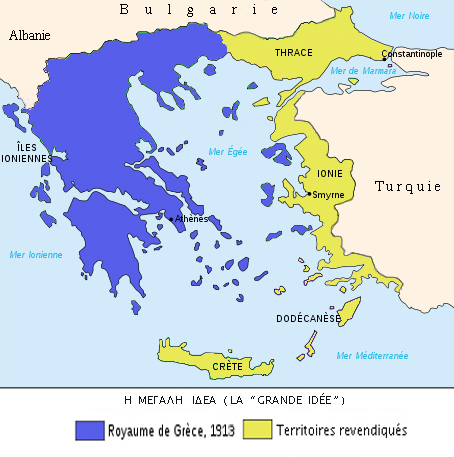
Gebietsansprüche bis 1922 (Megali Idea)

Im Jahr 1864 traten die Vereinigten Staaten der Ionischen Inseln dem Königreich bei, das inzwischen nach einem unblutigen Aufstand gegen König Otto von Georg I. aus dem Haus Oldenburg regiert wurde. Die Ionischen Inseln standen zuvor unter dem Schutz des Vereinigten Königreiches. 1881 eroberte Griechenland Thessalien vom Osmanischen Reich. Als 1896 ein griechischer Aufstand gegen die türkischen Herrscher auf Kreta ausbrach, unterstützte das Königreich die Aufständischen gegen das Osmanische Reich, was zum Türkisch-Griechischen Krieg führte, der 1897 mit einer weitreichenden Autonomie des Kretischen Staates unter dem Protektorat des griechischen Prinzen Georg endete. Kreta war seit 1898 faktisch unabhängig und erklärte 1908 einseitig die Vereinigung mit Griechenland, welche im Oktober 1912 vom Königreich und 1913 international anerkannt wurde.
Unmittelbar nach der Übernahme Zyperns durch das Vereinigte Königreich von Großbritannien und Irland 1878 erfolgte die erste Forderung der Zyprioten nach Vereinigung mit Griechenland. Im Zweiten Balkankrieg von 1913 eroberte Griechenland Südepirus und Makedonien vom Zarentum Bulgarien, welche im Frieden von Bukarest Griechenland zugesichert wurden. Im gleichen Krieg konnte Griechenland Kreta endgültig und den östlichen Dodekanes vom Osmanischen Reich erobern.
Im Ersten Weltkrieg kämpfte Griechenland auf der Seite der Alliierten gegen das Zarentum Bulgarien und das Osmanische Reich. 1916 landeten britische und französische Truppen zur Unterstützung Griechenlands in Thessaloniki. Dennoch drangen 1917 die Mittelmächte bis nach Griechenland vor, woraufhin Konstantin I. das Land verlassen musste. Im September 1918 starteten die Alliierten eine neue Offensive gegen die Mittelmächte bei Thessaloniki und zwangen diese zur Kapitulation.
Von 1918 bis 1923 besetzte Griechenland das albanische Nordepirus und während des Griechisch-Türkischen Krieges von 1919 bis 1923 ab 1920 die türkischen Gebiete Ostthrakien und Izmir und eroberte 1923 Westthrakien. 1920 forderte das Königreich die „Rückgabe“ Istanbuls, um es als Erinnerung an das mittelalterliche Konstantinopel zur Hauptstadt zu machen. Nach dem Verlust der türkischen Gebiete wanderten viele dort lebenden Griechen in das Kernland ein und die Megali Idea zur Wiederherstellung des Byzantinischen Reiches wurde aufgegeben.
Im Korfu-Zwischenfall 1923 versuchte Benito Mussolini vergeblich, Korfu zu erobern. Nach der Pariser Friedenskonferenz 1946 erhielt Griechenland 1947 die italienischen Ägäis-Inseln. Nach dem Ende des Zweiten Weltkrieges forderten die Zyperngriechen erneut den Anschluss an Griechenland und das Königreich unterstützte ab 1954 deren Forderung. Daraufhin erhob ab 1956 die Türkei Ansprüche auf Zypern, was zur Ausweitung des Zypernkonfliktes führte. In den Zürcher und Londoner Abkommen vom 19. Februar 1959 wurde für Zypern der Status als unabhängiger Staat vorgesehen und am 16. August 1960 erfolgte die Erklärung der Unabhängigkeit Zyperns.

## Königshaus Griechenland (Dänemark-Schleswig-Holstein-Sonderburg-Glücksburg)

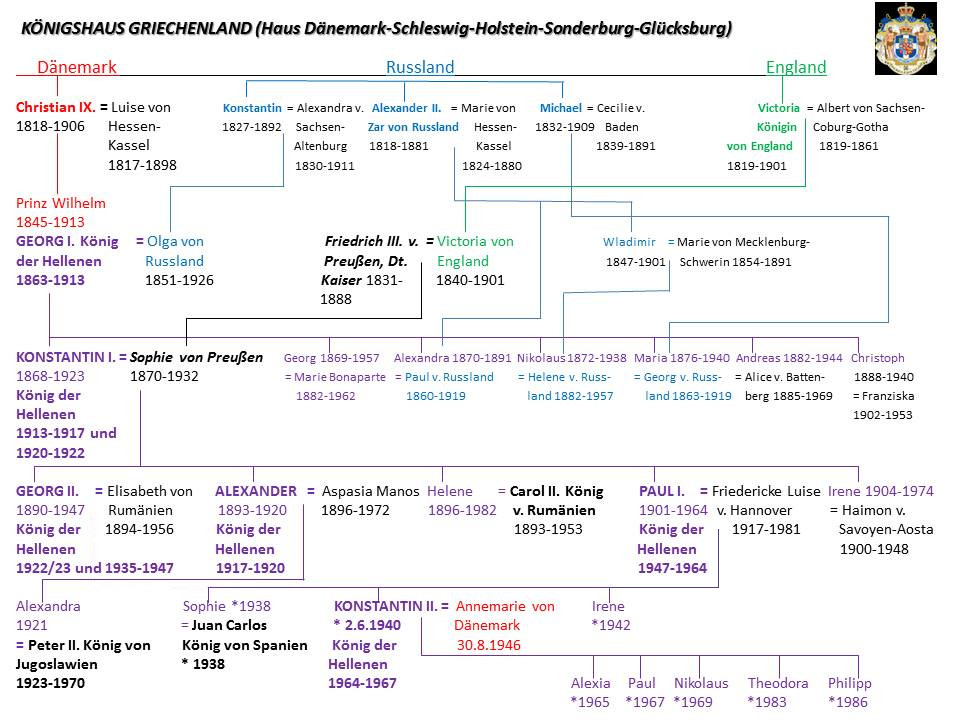
Stammtafel des Königshauses Griechenland

## Krisen der Monarchie

Wappen nach der Restauration unter Georg II. (1936–1967)

1862 wurde König Otto I. durch einen Militärputsch vertrieben; woraufhin er in seine bayerische Heimat zurückkehrte. An seiner Stelle bestimmten die Großmächte Prinz Wilhelm von Dänemark aus dem Hause Schleswig-Holstein-Sonderburg-Glücksburg, den zweitältesten Sohn des späteren dänischen Königs Christian IX., zum König. Prinz Wilhelm übernahm am 6. Juni 1863 unter dem Namen Georg I. die Regierung in Griechenland.
Unter seinem Sohn Konstantin I., der aufgrund enger verwandtschaftlicher Beziehungen zum Haus Hohenzollern als deutschfreundlich galt, entstand während des Ersten Weltkriegs 1915 eine tiefgehende Kontroverse mit dem mit Großbritannien sympathisierenden Ministerpräsidenten Eleftherios Venizelos, die dazu führte, dass das Land 1916/1917 in einen venizelistischen (Makedonien, die ostägäischen Inseln und Kreta) und einen royalistischen Teil (Südroumeli und Peloponnes) gespalten und von zwei Regierungen mit zwei Armeen regiert wurde, bis König Konstantin das Land verließ und ihm sein zweitgeborener Sohn Alexander nachfolgte. Nach dessen Tod 1920 rief eine Volksabstimmung Konstantin I. wieder zurück, bereits 1922 wurde er jedoch durch einen von dem venizelistischen Offizier Plastiras geführten Putsch wieder gestürzt. Sein Sohn König Georg II. wurde alsbald zunächst in Urlaub geschickt, bis im März 1924 in einer Volksabstimmung die Abschaffung der Monarchie beschlossen wurde. Von 1925 bis 1926 regierte der General Theodoros Pangalos diktatorisch und setzte die Verfassung außer Kraft. 1930 begann die Normalisierung der Beziehungen zur Türkei, indem beide Staaten auf gegenseitige Gebietsansprüche verzichteten.

Besatzungszonen in Griechenland (Mai 1941 bis Oktober 1944).
Rot: Deutsches Reich; Blau: Königreich Italien; Grün: Königreich Bulgarien.

Nachdem 1935 die Royalisten wieder an die Macht gekommen waren, kehrte Georg II. nach Griechenland zurück und erneuerte die Monarchie; durch die Unterstützung der Diktatur von Ioannis Metaxas brachte er sie jedoch alsbald beim Volk in Misskredit. Im Zweiten Weltkrieg schlug die griechische Armee 1940 eine italienische Offensive zurück und drang bis nach Südalbanien vor. Erst durch die Unterstützung der deutschen Wehrmacht und bulgarischer Streitkräfte gelang es dem Königreich Italien und dem Esercito Italiano, große Teile Griechenlands zu besetzen, das in der Folge in eine italienische, eine deutsche und eine bulgarische Besatzungszone aufgeteilt war, während der König und die Exilregierung nach Kairo geflohen waren. Ab 1942 kämpften Royalisten und Kommunisten gegen die Besatzer, die sich im Jahre 1944 zurückzogen. Nach Kriegsende wurde die Frage des Fortbestands der Monarchie zunächst zurückgestellt, der König ernannte Erzbischof Damaskinos an seiner Stelle zum Regenten, bis die Verfassungsfrage durch eine Volksabstimmung im September 1946 geklärt wurde. Unter dem Einfluss der Spaltung der Nation durch den Bürgerkrieg votierten bei der unter irregulären Bedingungen stattfindenden Abstimmung 78 Prozent für die Monarchie.
Am 18. Februar 1952 trat Griechenland zusammen mit der Türkei der NATO bei und 1961 wurde mit der Europäischen Gemeinschaft ein Assoziierungsabkommen geschlossen. Im Jahre 1963 lösten mehrere rechtsgerichtete Regierungen einander ab, bevor die Zentrumsunion unter Georgios Papandreou einen Wahlsieg erringen konnte. 1967 ging der letzte griechische König Konstantin II. nach einem missglückten Versuch, die griechische Militärdiktatur zu stürzen, ohne Abdankung ins Exil. Die herrschende Militärjunta berief den Generalmajor Georgios Zoitakis zum Regenten. Dieser fungierte in Abwesenheit des Königs als „Vizekönig“ und de-facto-Staatsoberhaupt, formell blieb weiterhin der König Staatsoberhaupt. Erst am 1. Juli 1973 wurde die Monarchie abgeschafft.
Nach dem Ende der Militärdiktatur 1974 wurde in einer erneuten Volksabstimmung die Monarchie endgültig beseitigt. Nur 30 Prozent der Wählerschaft stimmten für ihre Beibehaltung. Dennoch sah sich Konstantin II. als König von Griechenland, was seine Beziehung zur Republik belastete. Während linke Parteien die Monarchie eindeutig ablehnen, verhält sich die konservative Nea Dimokratia neutral, da sich sowohl Gegner der Monarchie als auch Monarchisten in der Anhängerschaft der Partei befinden.

## Könige

Die Könige von Griechenland (offizieller Titel ab 1863: König der Griechen)
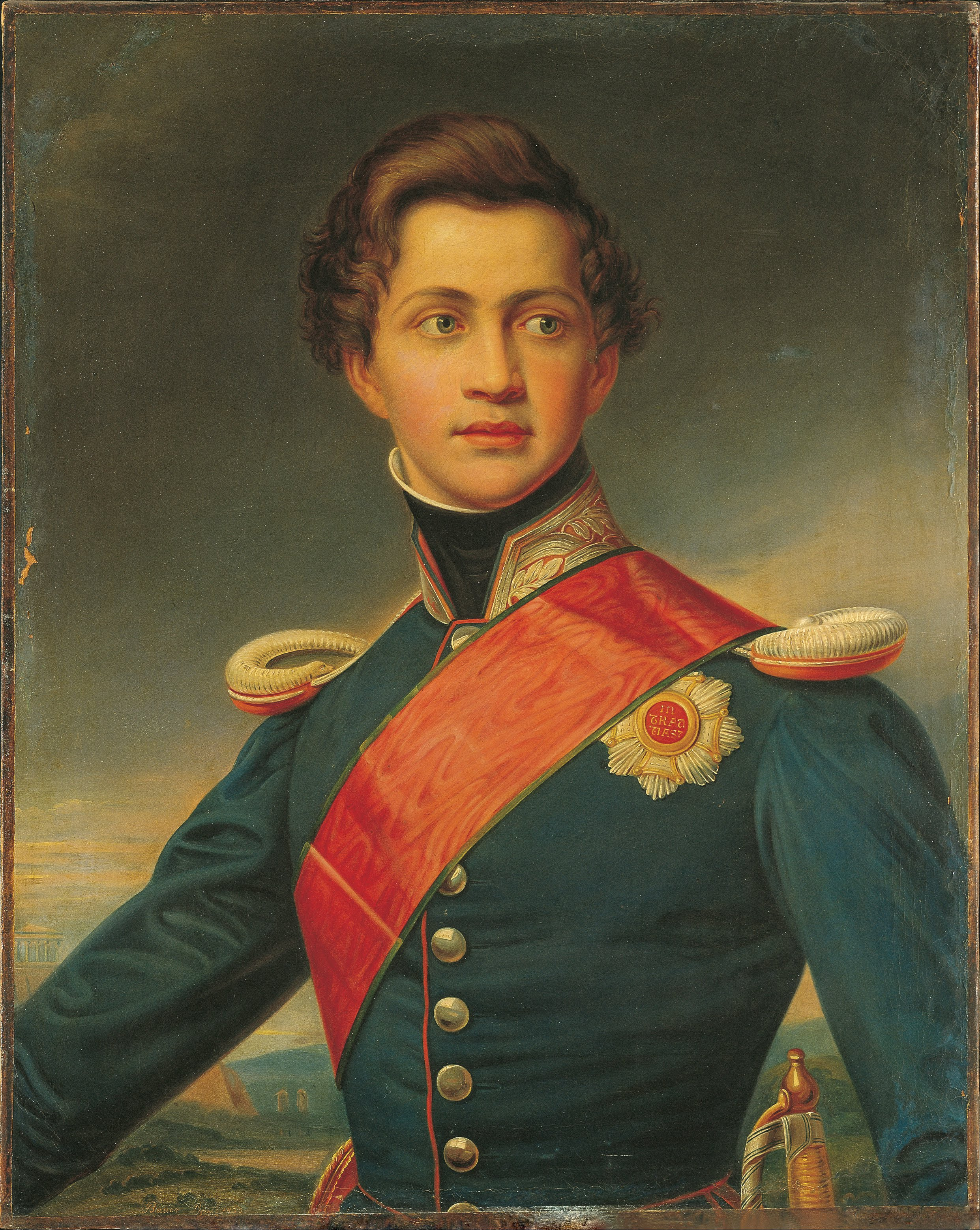
Otto (1832–1862)
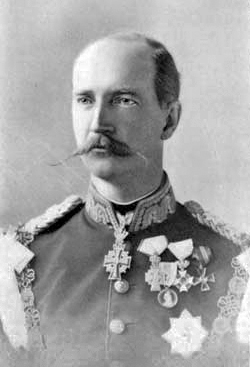
Georg I. (1863–1913)
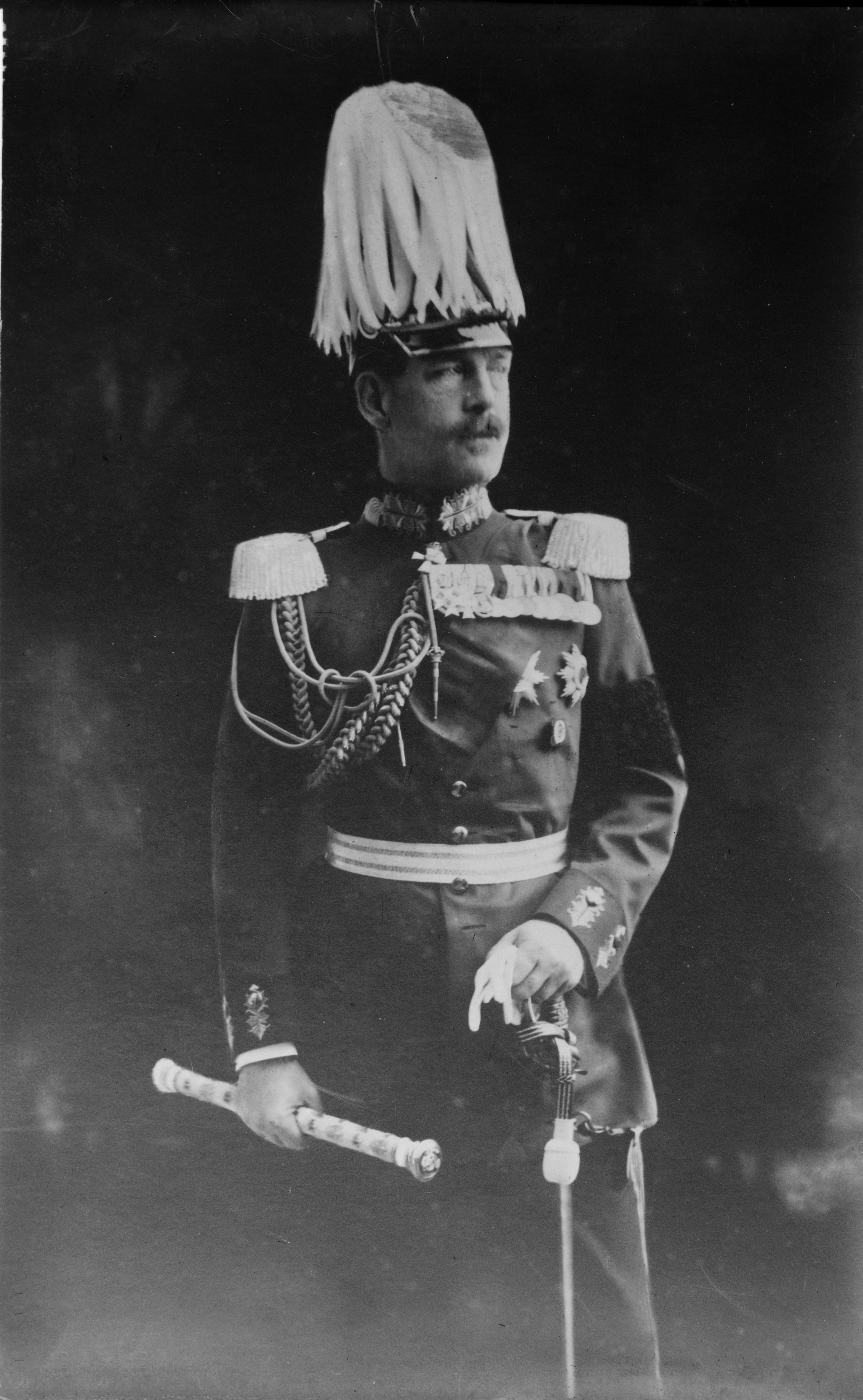
Konstantin I. (1913–1917 und 1920–1922)
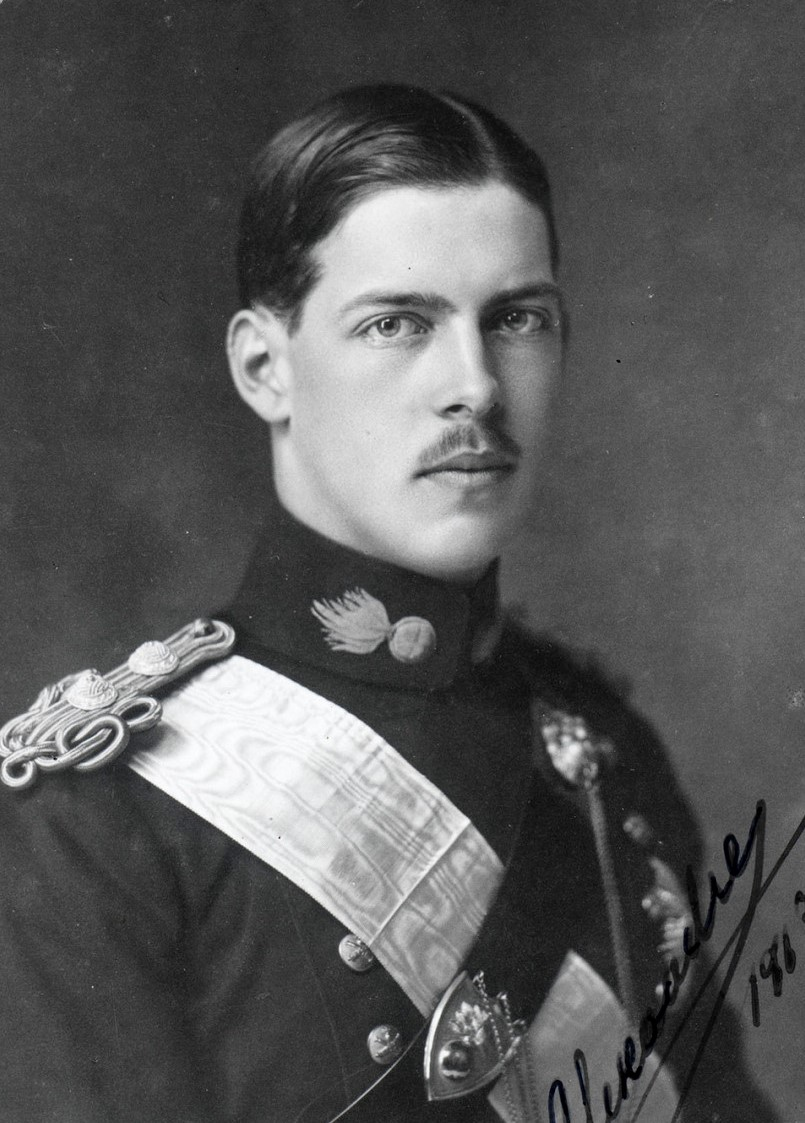
Alexander (1917–1920)
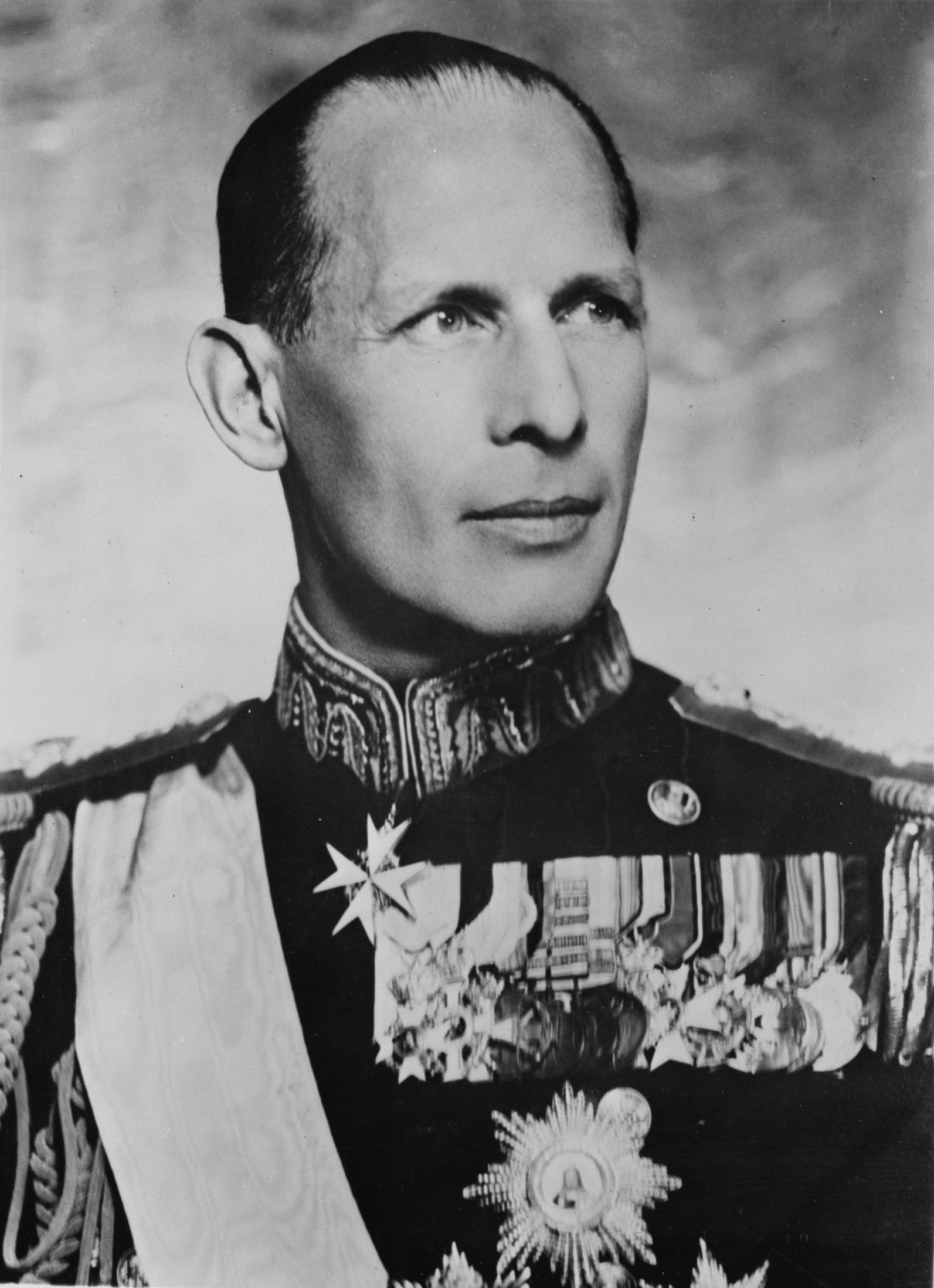
Georg II. (1922–1924 und 1935–1947)
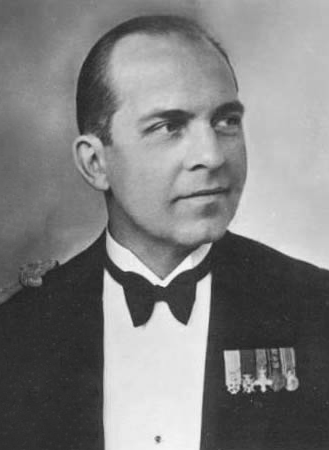
Paul (1947–1964)
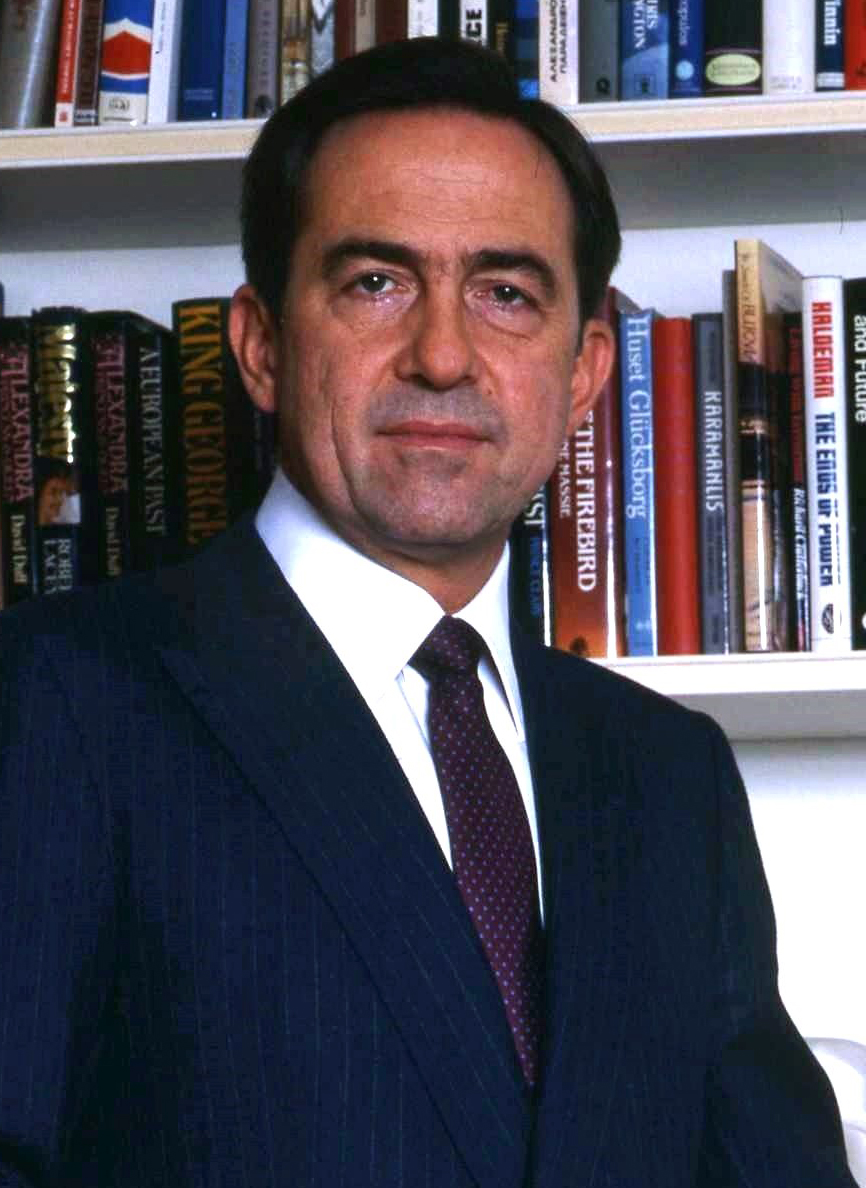
Konstantin II. (1964–1973)